# بول بورجيه

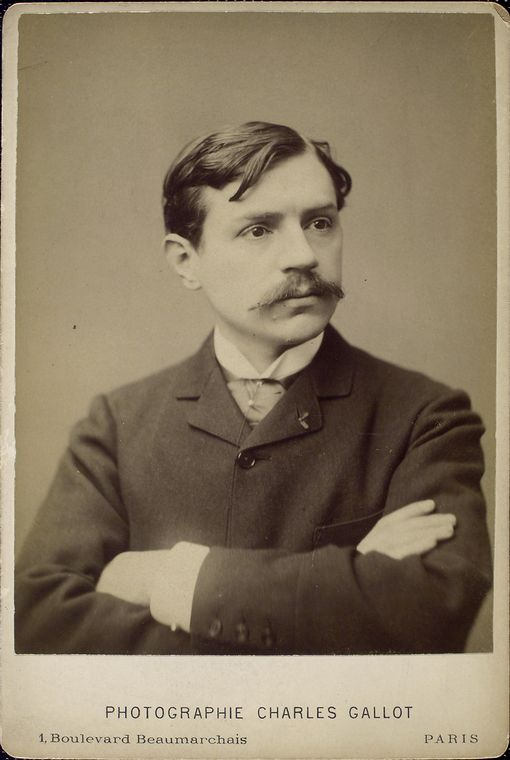
بول بورجيه

بول بورجيه (بالفرنسية: Paul Bourget) هو كاتب فرنسي ولد في أميان في 2 سبتمبر 1852 و توفى بباريس 25 ديسمبر 1935.

## من أعماله
- التلميذ
- لو بلانيه دي كوستوبل
- الخطوة
- جريمة الحب
- الطلاق (وأبكر ترجماتها إلى العربية كانت على يد ولي الدين يكن)
- اختبارات علم النفس المعاصر
- شيطان الظهيرة

## روابط خارجية
- بول بورجيه على موقع IMDb (الإنجليزية)
- بول بورجيه على موقع الموسوعة البريطانية (الإنجليزية)
- بول بورجيه على موقع ميوزك برينز (الإنجليزية)
- بول بورجيه على موقع أول ميوزيك (الإنجليزية)
- بول بورجيه على موقع ديسكوغز (الإنجليزية)
- بول بورجيه على موقع قاعدة بيانات الفيلم (الإنجليزية)